# Style Channel

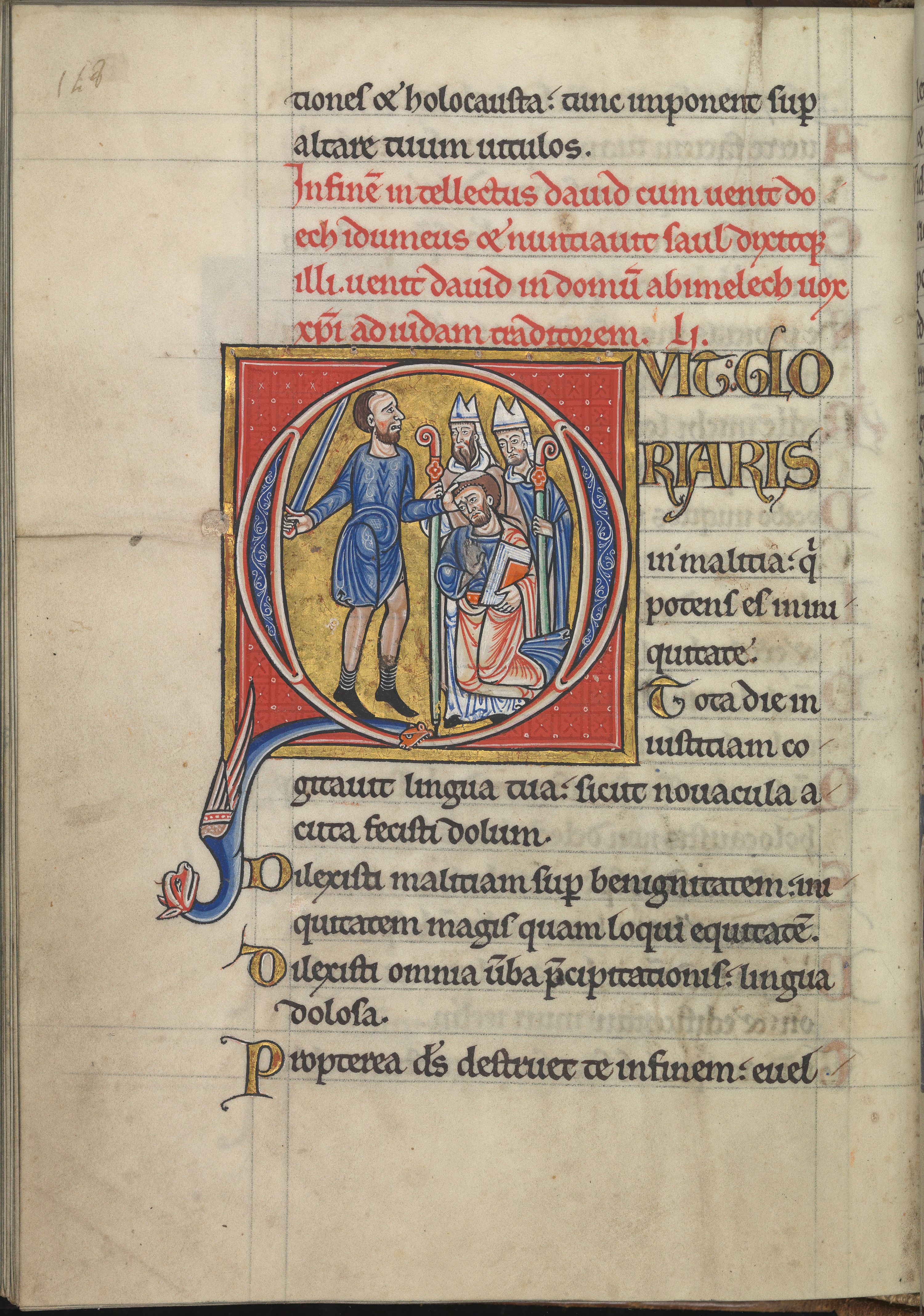
Grande initiale historiée. Psaume 51

Le style Channel est un style artistique qui aurait pris naissance dans le comté de Flandre, le nord de la France et l'Angleterre dans le troisième quart du XIIe siècle. Il n'y a aucune certitude sur un emplacement précis. Les premiers ouvrages illustrés d'initiales dans le style Channel sont un certain nombre de manuscrits réalisés pour Thomas Becket et son secrétaire Herbert de Bosham dans le nord de la France. Le style a été créé par la combinaison du style roman habituel et du style insulaire. Le style s'est rapidement répandu dans toute la région de la Manche (the Channel) via les scriptoriums parisiens, mais au début du XIIIe siècle, il a également pénétré la Saxe, la Franconie, le duché de Souabe et le Rhin supérieur. Les exemples les plus célèbres se trouvent dans les manuscrits et les fresques, mais il existe des exemples dans d'autres branches de l'art, comme la Cloisters Cross au Metropolitan Museum of Art de New York.
Le style Channel s'est répandu assez rapidement de part et d'autre de la Manche et a également été en vogue dans les abbayes normandes. Certains scriptoriums sont bien connus; tels que ceux de l'abbaye de Saint-Albanus qui comprend les épîtres de Paul, aujourd'hui conservés au Musée de la Bible à Washington DC, de l'abbaye de Fécamp avec le psautier de Fécamp (Bibliothèque royale des Pays-Bas, KW 76 F 13), et, originaire d'Angleterre, le Psautier de Copenhague (Copenhague, Bibliothèque royale, Thott. 1432).

## Caractéristiques du style
Dans les manuscrits on voit les grandes initiales complexes historiées et habitées devenir plus petites. Elles sont composés de motifs de feuilles, de spirales, de dragons, de têtes de lion et de chien, d'animaux musiciens, de créatures mythiques, de masques et de visages. Un fond de feuille d'or devient presque le standard et les motifs décoratifs de lignes blanches commencent à dominer. Les visages sont plus sombres et plus naturels qu'auparavant avec des formes sculptées témoignant d'une influence byzantine comme dans le Psautier d'Ingeborg et le Psautier de Blanche de Castille. Dans le style Channel, le raffinement devient plus important que le monumental, mais l'inventivité se dégrade du fait de l'utilisation de modèles. Simultanément à la réduction de la taille des initiales, les livres eux-mêmes et le script deviennent également plus petits. Le style marque la transition entre les styles roman et gothique. L'émergence du style Channel a coïncidé avec l'essor de miniaturistes et d'ateliers en dehors du monachisme.